# Symbiopsis panamensis
Symbiopsis panamensis är en fjärilsart som beskrevs av Max Wilhelm Karl Draudt 1920. Symbiopsis panamensis ingår i släktet Symbiopsis och familjen juvelvingar. Inga underarter finns listade i Catalogue of Life.